# Affaire de la Société générale
L'affaire de la Société générale est une affaire politico-financière concernant des délits d'initiés et des enrichissements personnels ayant eu lieu lors de la tentative de privatisation de la banque Société générale pendant le gouvernement Michel Rocard.

## Déroulement
La  réélection de François Mitterrand à la Présidence de la République en mai 1988 met fin à la période de cohabitation 1986-1988 qui avait permis à la droite de diriger le gouvernement. Dès lors, la gauche souhaite revenir sur les privatisations d'entreprises publiques faites par le gouvernement Chirac entre 1986 et 1988. La première tentative en ce sens (elle sera aussi la dernière) est l'appui donné par le gouvernement à une tentative de prise de contrôle de la Société générale par un ensemble d'entreprises privées et publiques. Cette tentative échouera,.

## Procès pour délits d'initiés
En marge de cette affaire politique, des cas d'enrichissement personnel sont apparus. Ainsi, le 7 novembre 2002, s'est ouvert à Paris le procès de l'un des plus grands scandales politico-financiers des années 1980. Seuls quatre hommes (dont George Soros), sur les 11 mis en examen, ont comparu devant le tribunal correctionnel pour des « délits d'initiés », en s'étant enrichis illégalement lors d'un raid boursier manqué contre la banque BNP Paribas, le premier groupe bancaire privé français ; ce raid avait été lancé par Georges Pébereau en 1988.
À l'époque des faits, ce sont les grands noms de la finance française et ceux de plusieurs hommes politiques du Parti socialiste, dont celui de Pierre Bérégovoy, alors ministre des Finances de François Mitterrand qui étaient cités. Y était initialement inclus le banquier et philanthrope Edmond J. Safra, 57 ans, qui en a été écarté par la Commission des opérations de bourse (COB). Par la suite, cinq des mis en examen ont bénéficié d'un non-lieu et deux, Marc Viénot, ex-pdg de la Société générale, et Georges Pébereau, ex-pdg de la société Marceau investissements ont profité de la loi d'amnistie de 1995.  
Il restait donc quatre prévenus : le financier américain George Soros, 72 ans, le financier libanais Samir Traboulsi, 64 ans, l'ex-patron de la banque Rivaud, Jean-Pierre Peyraud, 88 ans (en raison de son âge, il était absent à l'ouverture du procès) et l'ex-directeur de cabinet de Pierre Bérégovoy, devenu PDG de la société Euris, propriétaire du groupe de distribution Casino, Jean-Charles Naouri, 53 ans. Ces personnes étaient inculpées pour avoir spéculé sur des actions Société générale au cours du deuxième semestre 1988, avant que le raid boursier lancé par Georges Pébereau ne soit connu du public.
L'enquête a mis au jour un montage financier, à l'initiative de Georges Pébereau, permettant à un groupement d'hommes d'affaires de faire d'importants bénéfices. Plus de 30 millions d'actions de la Société générale ont été échangées sur le seul marché parisien. Ces transactions ont mobilisé quelque 2,07 milliards d'euros de capitaux, et Jean-Pierre Peyraud a encaissé une plus-value de 5,3 millions d'euros, George Soros 2,4 millions d'euros, Samir Traboulsi 3,96 millions d'euros, et Jean-Charles Naouri un peu moins de 53 000 euros.
Le substitut du procureur Marie-Christine Daubigney avait requis 2,2 millions d'euros d'amende contre George Soros. L'amende demandée était égale au profit que le prévenu était soupçonné avoir réalisé. Le substitut a estimé que Samir Traboulsi ne pouvait être condamné que pour recel de délit d'initié et a demandé qu'il paie une amende représentant la moitié de son profit présumé, soit 1,98 million d'euros. Il s'agissait là des peines minimales prévues par la loi.
Finalement, condamné après cassation, le tribunal condamne le financier américain George Soros à 940 500 euros d'amende. Jean-Charles Naouri et Samir Traboulsi furent relaxés et ainsi innocentés. Ce procès fut critiqué par toutes les parties pour avoir été un des plus longs (plus de 15 ans) de l'histoire de la République française.